# Calathea roseopicta
Calathea roseopicta là một loài thực vật có hoa trong họ Marantaceae. Loài này được (Linden) Regel mô tả khoa học đầu tiên năm 1869.

## Hình ảnh

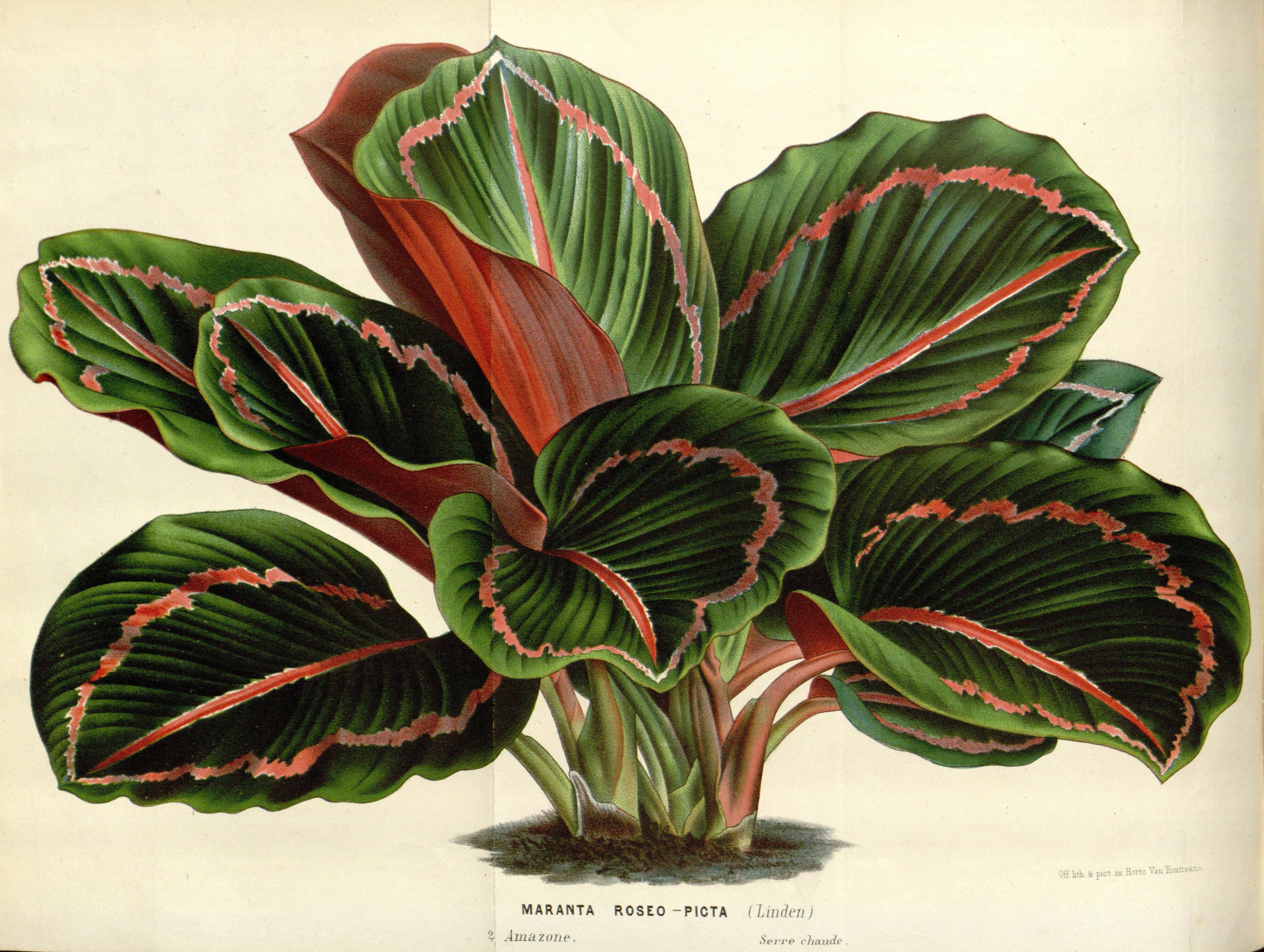
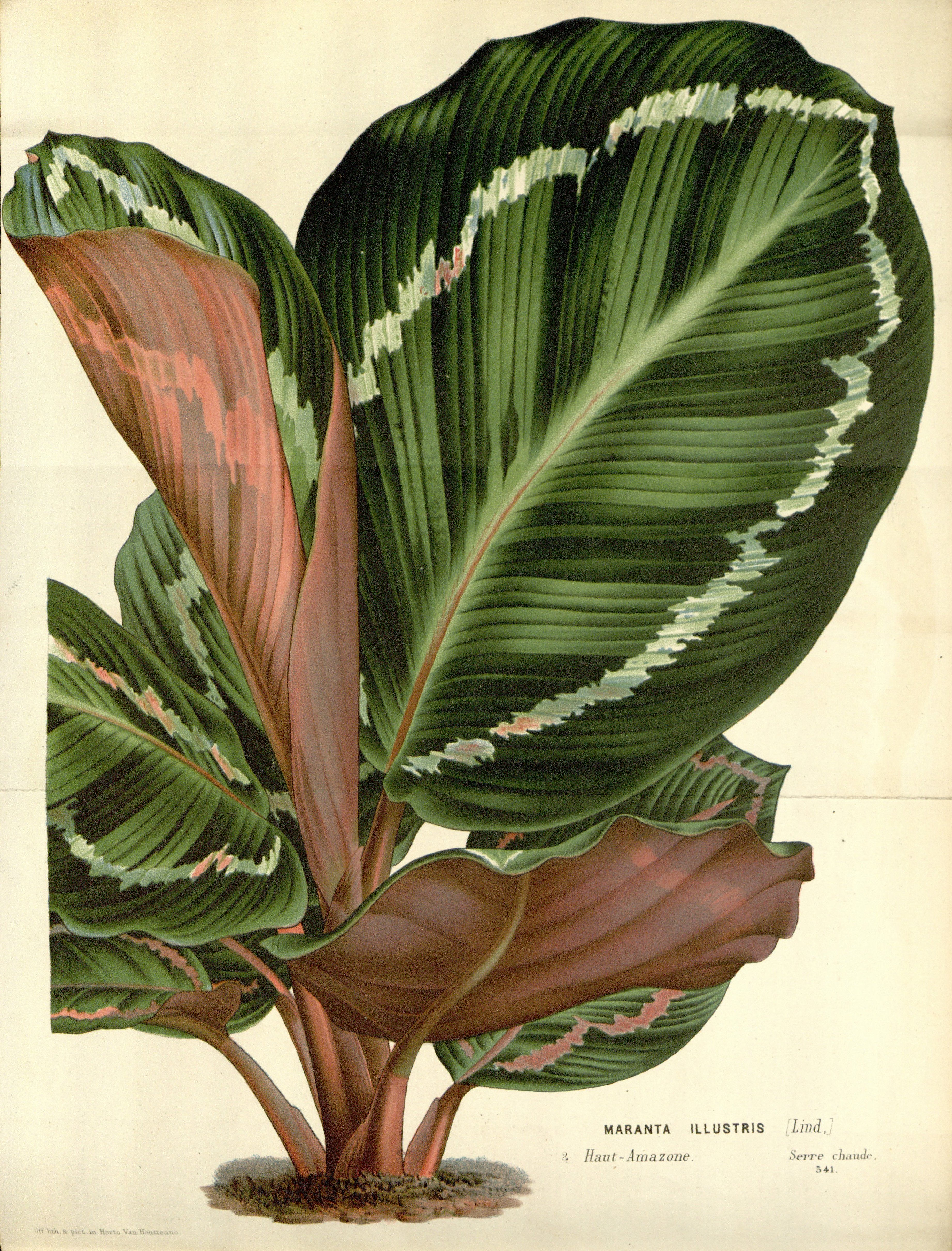
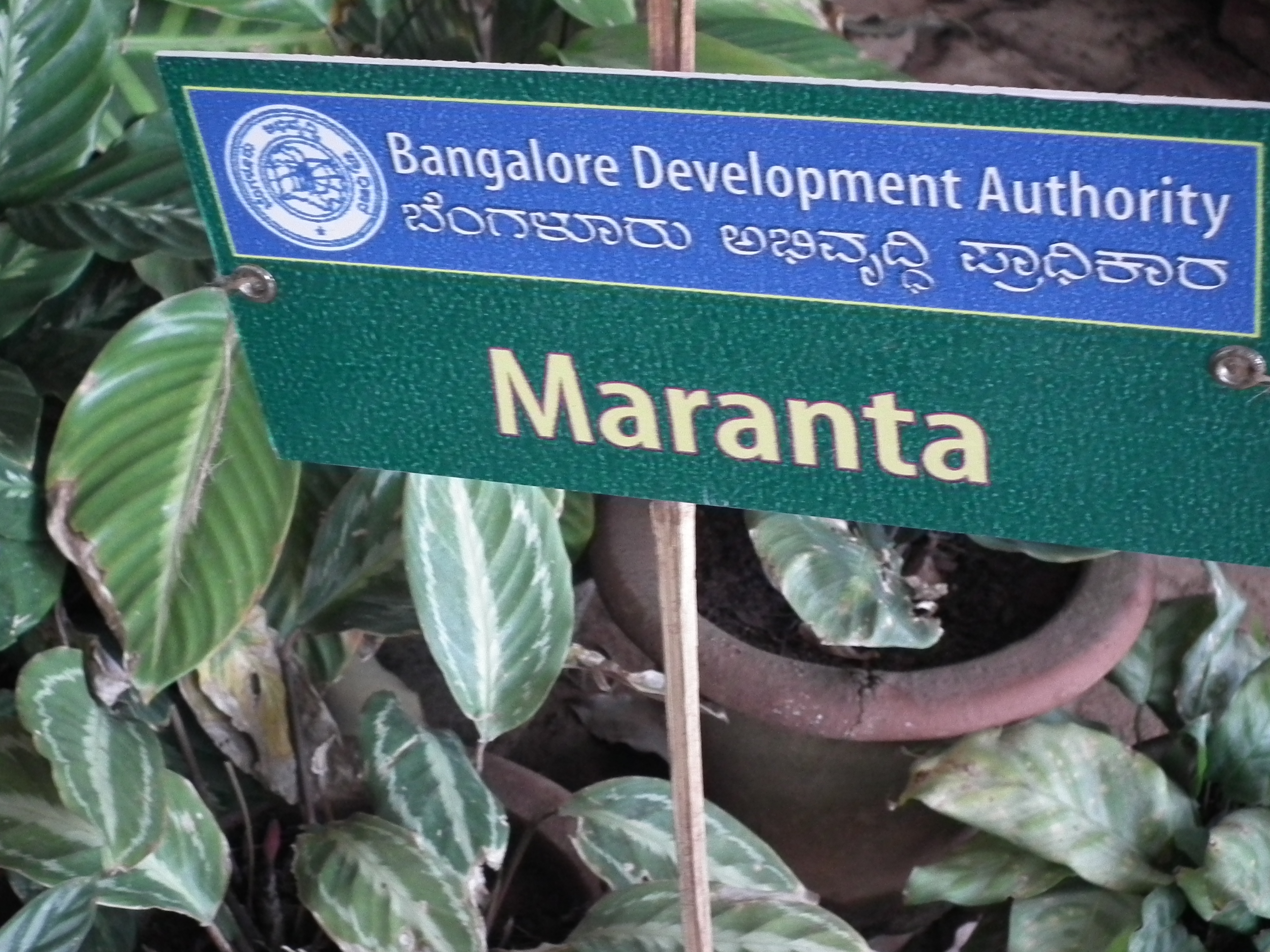
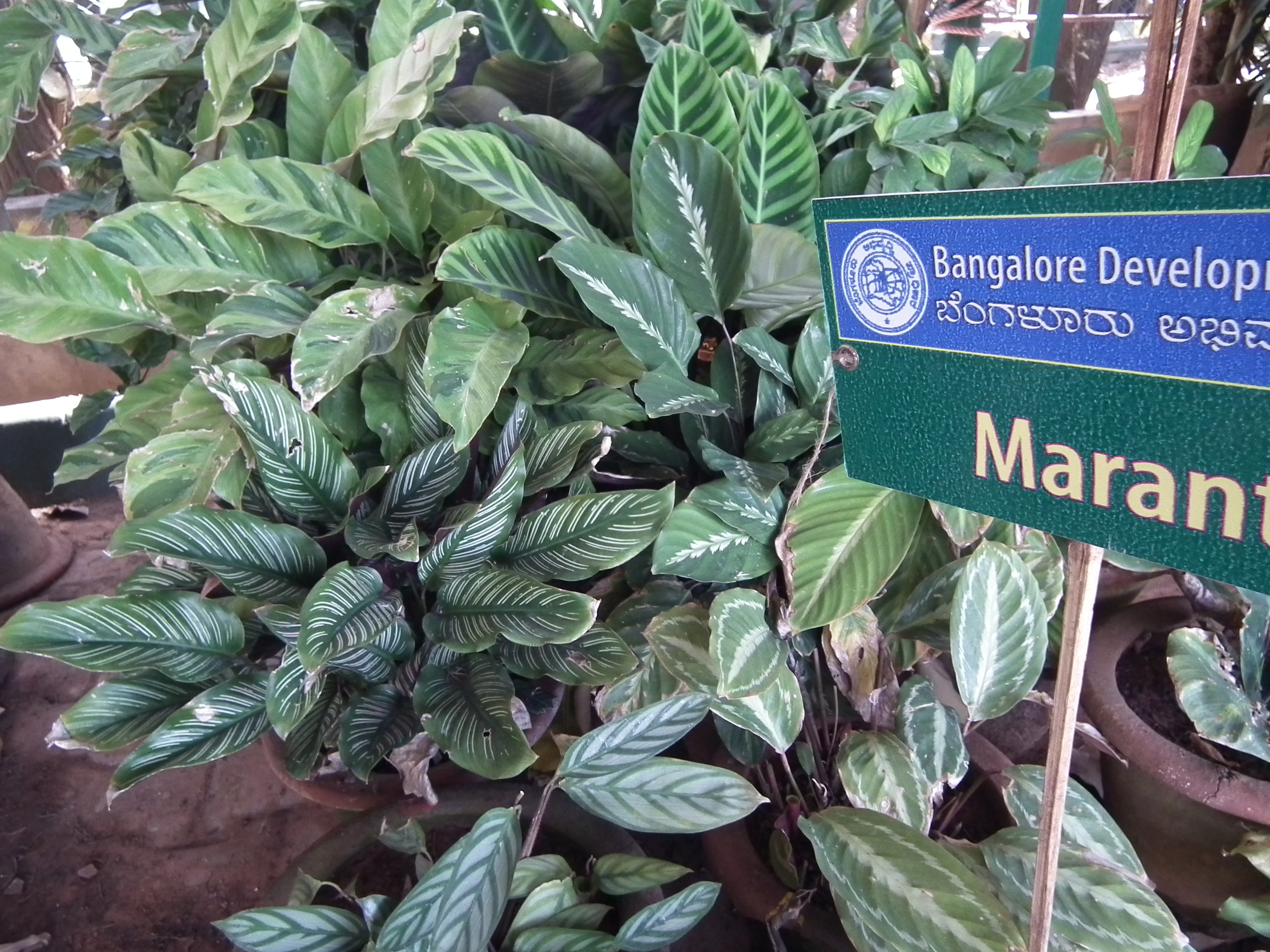